# Microula efoveolata
Microula efoveolata är en strävbladig växtart som beskrevs av Wen Tsai Wang. Microula efoveolata ingår i släktet Microula och familjen strävbladiga växter. Inga underarter finns listade i Catalogue of Life.